# Hylaeus trisignatus
Hylaeus trisignatus är en biart som beskrevs av Morawitz 1876. Hylaeus trisignatus ingår i släktet citronbin, och familjen korttungebin. Inga underarter finns listade i Catalogue of Life.